# Don Page
Pour les articles homonymes, voir Don Page (homonymie).
Don Nelson Page dit Don Page, né le 31 décembre 1948 à Bethel (Alaska, États-Unis), est un physicien canadien. Il occupe actuellement (2006) un poste de professeur à l'université de l'Alberta, après avoir été diplômé et obtenu son doctorat au California Institute of Technology.
Don Page est spécialiste de plusieurs aspects de la théorie de la relativité générale, notamment les trous noirs et la cosmologie quantique. Il a notamment cosigné plusieurs articles avec Stephen Hawking sur la thermodynamique des trous noirs et l'évaporation des trous noirs.
Il a été un des premiers scientifiques à publier un article sur le serveur de prépublications arXiv lors du passage en l'an 2000 : il se trouve ainsi être l'auteur de l'article référencé gr-qc/0001001 (premier article du mois de janvier 2000 dans le thème « relativité générale et cosmologie quantique »).